# Festival de la Canción de Eurovisión 2011
El LVI Festival de la Canción de Eurovision se celebró en Düsseldorf, Alemania, después de que la representante de ese país, Lena Meyer-Landrut, obtuviera la victoria con la canción “Satellite” en la edición de 2010. Si bien se planteó inicialmente la realización del festival entre el 17 y el 21 de mayo de 2011, la cadena ARD/NDR decidió adelantar las fechas en una semana (entre el 10 y el 14 de mayo) para evitar problemas con la transmisión de algunos eventos deportivos que se realizarán en las últimas semanas del mes, como el final de la Bundesliga.
Los presentadores en esta edición fueron Anke Engelke, Judith Rakers y Stefan Raab. Por primera vez en la historia del festival, una cadena privada no perteneciente a la UER participó en el evento como organizador luego que ProSieben colaborara en la realización del certamen y en la emisión de la primera semifinal para el territorio alemán.
Varias ciudades manifestaron sus deseos de organizar el tercer festival en tierras alemanas y el primero desde la Reunificación. Anteriormente, Fráncfort del Meno y Múnich acogieron el festival en 1957 y 1983 respectivamente, siendo ambas ciudades parte de la entonces República Federal Alemana. Cuatro ciudades presentaron oficialmente su candidatura para acoger el festival, siendo la capital del estado de Renania del Norte-Westfalia la vencedora, superando a Berlín, Hanóver y Hamburgo. El evento se realizó en el ESPRIT arena, con una capacidad para 35.000 espectadores.
43 países participaron en el evento, igualando el récord de participantes establecido en Belgrado 2008. Italia regresó al concurso tras una prolongada ausencia de 13 años, al igual que Austria que volvió después de su retiro en 2007, San Marino luego de su debut en 2008 y Hungría después de su paréntesis en 2010. Por lo tanto, cuatro países regresaron a Eurovisión. En esta edición ningún país se ha retirado.
El concurso tuvo la misma estructura de las ediciones anteriores, con dos semifinales para elegir a 10 finalistas en cada una. En la final, estos 20 participantes se unieron a aquellos clasificados por ser miembros del denominado Big Five, que corresponden a los máximos contribuyentes del festival a nivel económico. Alemania se convirtió en el primer país de este grupo en ganar el festival desde su aparición en 2000, pero su cupo automático a la final no fue reemplazado por otro país. El regreso italiano al festival además generó la ampliación del Big Four a Big Five, por lo que la final contó con 25 participantes como de costumbre.
A pesar de no haber un claro favorito, los representantes de Reino Unido, el grupo Blue, el francés Amaury Vassili, el cantante ruso Alexey Vorobyov y la participante de Estonia, Getter Jaani encabezaban las listas en las casas de apuestas, aunque, al final no lograrían los resultados esperados. Otros favoritos en menor medida eran los participantes de Suecia, Irlanda, Alemania, Noruega e Israel.
Los resultados de este festival se volvieron los más impredecibles de los últimos años; después de 4 años seguidos con la victoria del líder en apuestas, los 4 favoritos terminarían fuera del top 10, y 3 de ellos abajo de la mitad de la tabla (lugar 13 hacia abajo). También sorprendieron las caídas en semifinales de habituales finalistas como Armenia y Turquía y de favoritos para el pase a la final: Noruega, Israel y Polonia mientras que se clasificaron temas que no figuraban en apuestas como Lituania y Eslovenia.
La canción "Running Scared", interpretada por el dúo compuesto por Eldar Gasimov y Nigar Jamal en representación de Azerbaiyán, ganó el concurso con un total de 221 puntos, siendo la primera victoria que obtiene ese país desde su debut en 2008. La segunda posición la obtuvo el cantautor de jazz italiano Raphael Gualazzi con el tema "Madness of love", logrando una de las mejores posiciones alcanzadas por ese país. El tercer lugar quedó en manos del cantante de pop sueco Eric Saade con el tema "Popular" que se alzó por segunda vez con la victoria en una semifinal, además de ser la mejor participación de ese país en una final desde su victoria en 1999 con Charlotte Nilsson.

## Organización

### Sede del festival

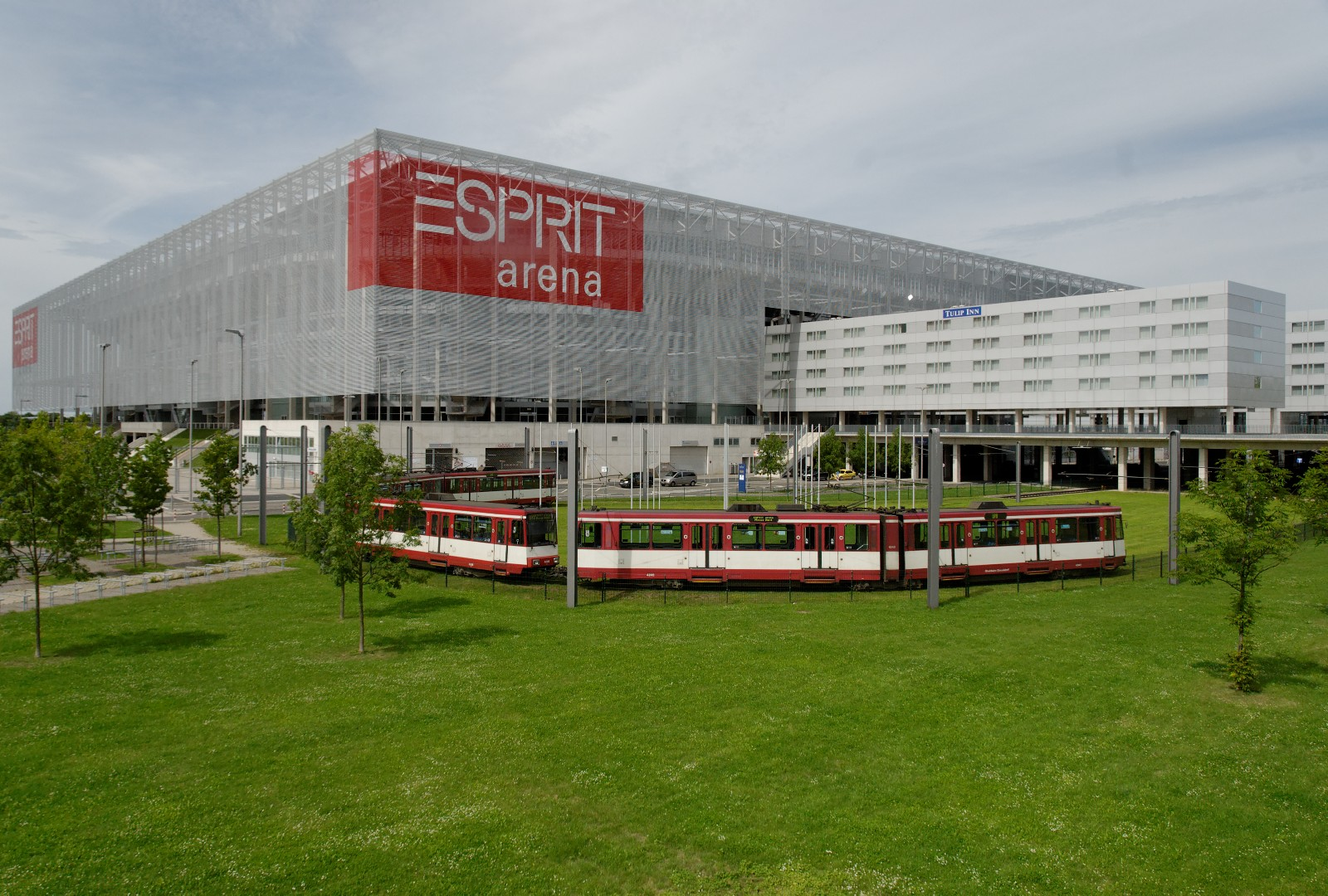
ESPRIT arena, sede del festival

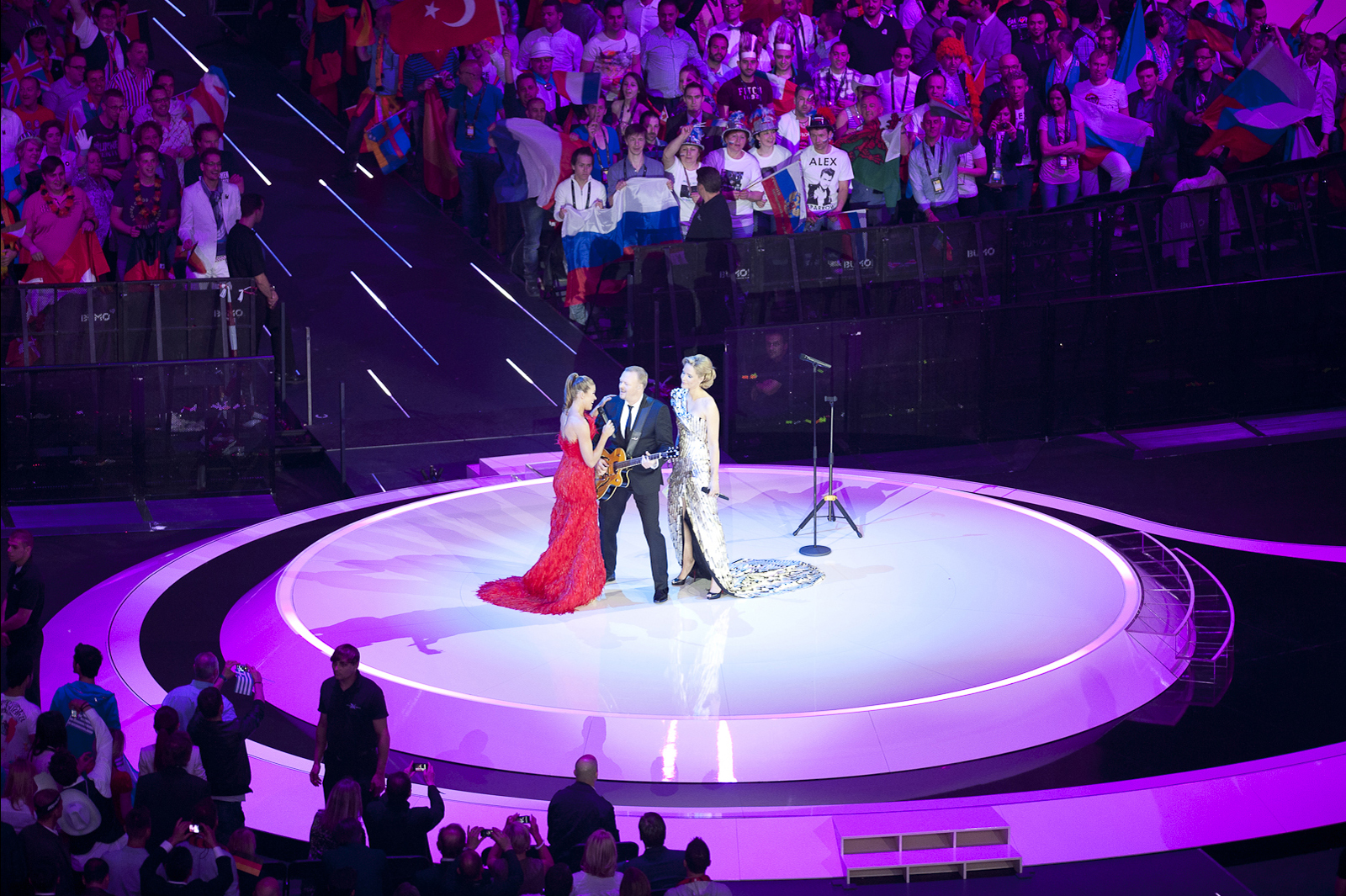
Anke Engelke, Judith Rakers y Stefan Raab, presentadores de la edición 2011

Tradicionalmente, el festival es acogido por la capital de cada nación, al ser usualmente esta la ciudad de mayor importancia y desarrollo de cada país y por ende posee la mejor infraestructura para un evento de gran envergadura. Desde 1994 el evento fue realizado en la capital nacional a excepción de 1998 en Birmingham y 2004 en Estambul (que pese a no ser la capital, era el principal centro urbano de Turquía). Sin embargo, en el caso de Alemania, la existencia de diversas ciudades con la capacidad de organizar el festival generó una competencia entre éstas para determinar la sede definitiva. Incluso, en ninguna de las dos ediciones previas realizadas en el país se ocupó la ciudad capital, siendo sedes Fráncfort del Meno y Múnich. Apenas terminada la edición de 2010, un total de ocho ciudades anunciaron sus intenciones de albergar el certamen europeo: la capital Berlín, Colonia, Düsseldorf, Fráncfort del Meno, Hamburgo, Hanóver, Gelsenkirchen y Múnich Aunque 23 ciudades solicitaron oficialmente información para albergar el evento, solo cuatro finalistas fueron anunciadas por el comité organizador liderado por la NDR: Berlín, Hamburgo, Hanóver y Düsseldorf. De acuerdo a algunos medios, las altas exigencias establecidas hicieron que Colonia y Múnich no continuaran con sus intenciones.
La candidatura berlinesa propuso la utilización de una carpa en los hangares del antiguo aeropuerto de Tempelhof, lugar que acogió varias ferias y eventos después de su cierre, pero que presentaba el inconveniente de tener una reducida capacidad de 9000 espectadores. Hamburgo y Hanóver propusieron también sitios destinados a ferias, después de que sus respectivos estadios y arenas ya estaban reservados para eventos o partidos de la Bundesliga. Incluso, el 31 de mayo de 2010 la cadena alemana ARD había anunciado que la elección de Hanóver o Hamburgo sería poco probable, porque las ciudades no estarían disponibles para el festival en los días en que este inicialmente se celebraría (17 al 21 de mayo), aunque con el cambio de fechas, ambas ciudades fueron elegibles para albergar el evento. Más adelante, el 2 de octubre de 2010, se anunció que Hamburgo no sería elegida debido a no poder garantizar la financiación requerida.

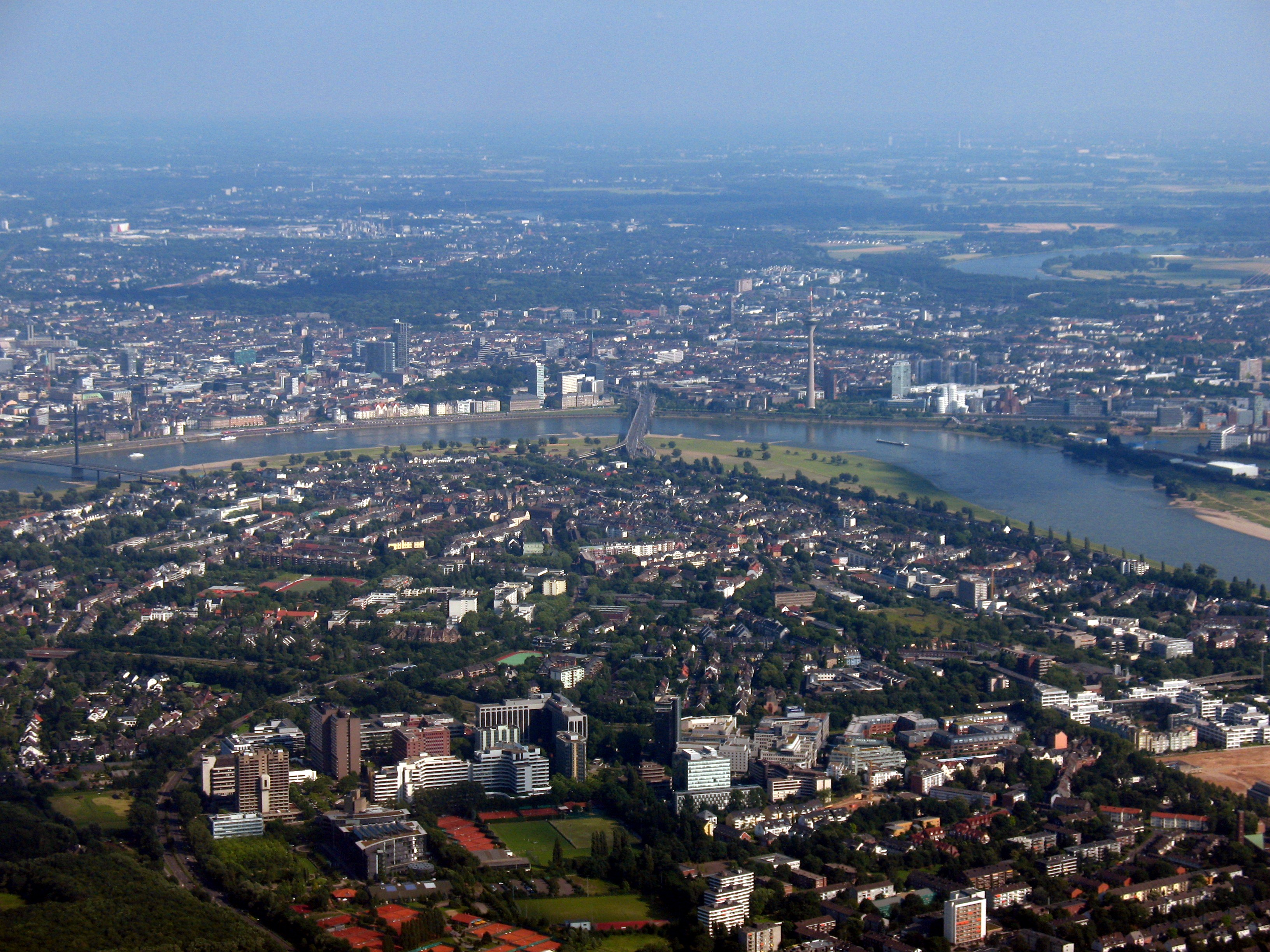
Vista aérea de la ciudad de Düsseldorf, sede del festival.

Pese a que Berlín y Hamburgo (la llamada «capital eurovisiva de Alemania») parecieron originalmente ser las favoritas, la propuesta de Düsseldorf terminó convenciendo a los organizadores. La capital del estado de Renania del Norte-Westfalia presentó la única sede multipropósito entre las cuatro candidatas: el ESPRIT Arena. El recinto fue inaugurado en 2004 para reemplazar al antiguo Rheinstadion y posee una capacidad máxima de hasta 60 000 espectadores, aunque durante la celebración del festival, propuso un aforo de 35 000 espectadores. El único problema mencionado por Düsseldorf fue la realización de una feria con decenas de miles de asistentes en la misma fecha, por lo que escasearía el alojamiento disponible para los visitantes, ante lo cual se propuso utilizar habitaciones de ciudades cercanas del área Rin-Ruhr e incluso 2000 camas en barcos apostados en el Rin.
Finalmente, el 12 de octubre de 2010, Düsseldorf fue elegida para acoger el festival, por considerarse su plan de celebrar el festival en el ESPRIT Arena como el más idóneo. Para la habilitación del arena, la organización arrendó el espacio por seis semanas previo al festival, lo que obligó al equipo Fortuna Düsseldorf de la segunda división de la Bundesliga a buscar una sede alternativa; aunque inicialmente se propuso usar el Paul-Janes-Stadion como alternativa, finalmente se decidió usar las canchas auxiliares de entrenamiento, instalando butacas temporales con un costo de 1,5 millones de euros.

### Identidad visual

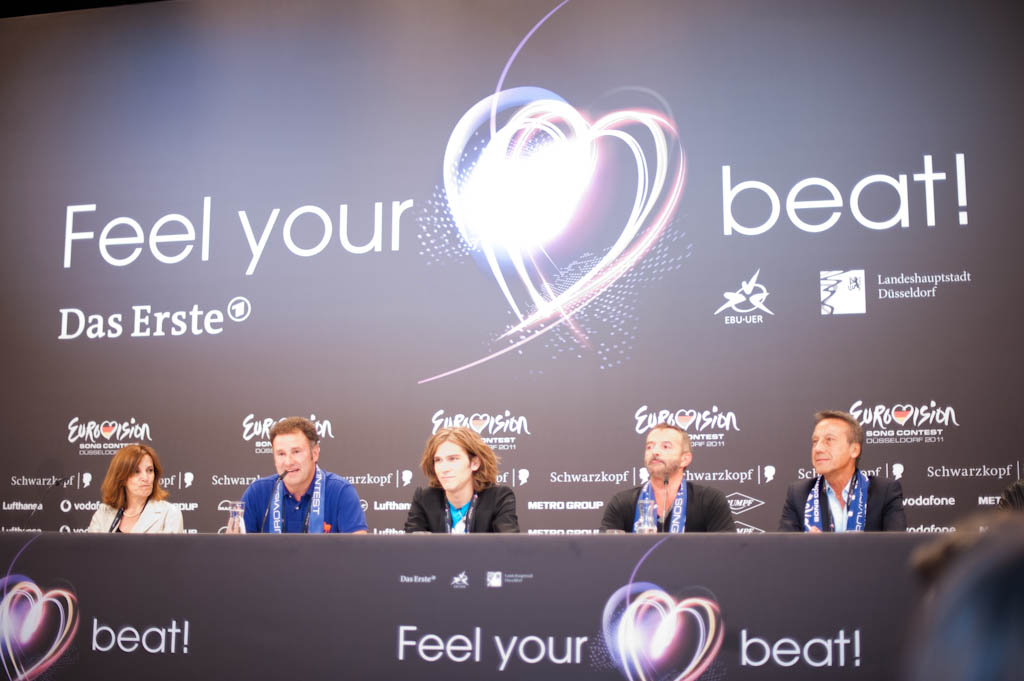
Conferencia de prensa de la delegación francesa y en el fondo el logo de Eurovisión 2011 en forma de corazón.

Tal como se había realizado en años anteriores, desde la adopción del isotipo genérico de Eurovisión en 2004, la organización de esta edición utilizó una identidad visual propia para el desarrollo del Festival. El principal emblema de esta identidad visual fue un corazón formado con luces de colores sobre fondo violeta oscuro. La idea fue sacada de que la ganadora de la edición de 2010, Lena Meyer-Landrut, hiciera este símbolo con los dedos de la mano una vez que fue anunciada su victoria en Oslo. Junto al logo, se utilizó el eslogan Feel your heart beat! («Siente latir tu corazón» en español). Ambos símbolos se utilizaron para las portadas de los discos, fotografías, sitios web y miles de otras aplicaciones. Durante el festival, previo a cada canción se presentaron pequeños videos (conocidos como «postcards» o «postales») donde se mostraban a personas originarias del país participante que vivían en Alemania y finalizaban su video con el eslogan en el idioma oficial de cada país y el logo del evento con los colores de la bandera de cada nación.

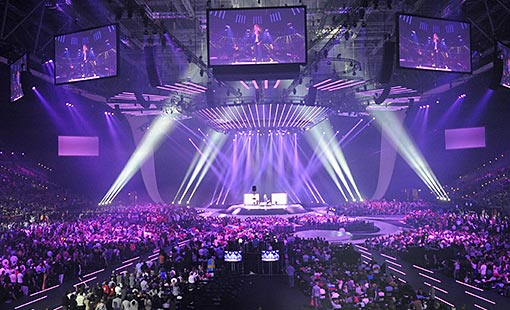
Escenario del festival en el interior del ESPRIT arena, recinto sede del festival.

El diseño del escenario estuvo a cargo del escenógrafo alemán Florian Wieder, quien ya había estado detrás de la creación de los escenarios de varias galas de premios de la MTV o The X Factor, entre otros. El escenario tuvo una forma circular y, a través de una pasarela, conectó con otro escenario más pequeño ubicado entre el público. En el suelo del escenario principal, desde su centro partía un diseño de líneas radiales de luces led que continuaba por los pasillos del arena, y en el techo también se colocaron líneas similares respecto al centro del escenario, por lo que el escenario se convertía en el «corazón del estadio». En el fondo del escenario, se ubicó una pantalla gigante de led. Durante la final, la pantalla se abrió dividida en dos permitiendo mostrar a la audiencia la «Green room» (Salón verde), donde se ubican los artistas para conocer el resultado de las votaciones.

## Países participantes
La organización del festival anunció que los países que deseaban participar de dicho evento tenían hasta el 20 de diciembre de 2010 para preinscribirse en el certamen y hasta el 25 de diciembre para confirmar su participación o retirarse sin pagar una multa por ello. La lista oficial de los países participantes se dio a conocer el 31 de diciembre de 2010, totalizando 43 inscritos hasta ese momento, igualando la marca establecida en el festival de 2008.
Cuatro países regresaron al festival. Austria fue uno de los primeros países en confirmar su retorno a través de la ORF, apenas algunas semanas después de ser elegida su vecina Alemania como organizadora del evento. Los rumores de un retorno por parte de Italia fueron crecientes, especialmente después de que la organización del programa X Factor anunciara que su ganador podría participar en Eurovisión en lugar de ir al Festival de la Canción de San Remo como de costumbre; sin embargo, solo el 2 de diciembre, la RAI anunció oficialmente el retorno al concurso en que participaron desde su primera edición tras 13 años de ausencia. El retorno itálico generó expectativas de un regreso de San Marino, especialmente debido a que la RAI es uno de los principales inversionistas de SMRTV, su canal representante ante la UER; los rumores se concretarían cuando San Marino se inscribiera en la lista provisional y días después, el 22 de diciembre, confirmara su segunda participación en Eurovisión. En el caso de Hungría, el canal Duna TV inició su intento de incorporarse a la UER, anunciando que en dicho caso participaría de Eurovisión, mientras la estatal MTV rechazó participar inicialmente; sin embargo, la UER decidió rechazar el ingreso del canal privado, en tanto MTV confirmó posteriormente su retorno al Festival.
Aunque una encuesta de sus espectadores apoyaba la participación del país en 2011, Slovenská televízia anunció inicialmente que Eslovaquia no participaría en 2011 debido a las severas dificultades económicas que atravesaba la cadena, que incluyeron un drástico recorte en su presupuesto, la fusión del ente televisivo con Slovenský rozhlas y la eliminación de varios canales de radio y televisión con el fin de abaratar costos. Sin embargo, dicha postura cambiaría en las semanas siguientes, después de que el país se inscribiera en el listado provisional y finalmente llegara a un arreglo para confirmar su participación en el festival. El arreglo permitió que Eslovaquia ampliara el plazo para decidir su participación mientras buscaba algún auspiciador para el concurso, aunque finalmente al no encontrarlo el país anunció su retiro del certamen, el 7 de enero de 2011. La situación nuevamente se revirtió con la publicación de los preparativos del sorteo de las semifinales realizado por la UER, en el que Eslovaquia continuó como participante confirmado.
Existieron dudas sobre la participación de Israel, debido a que tanto la fecha de la primera semifinal como su respectivo ensayo coincidían con festividades cívico-religiosas (el Yom Ha'atzmaut y el Yom Hazikarón respectivamente). Sin embargo, la Unión Europea de Radiodifusión permitió que el país compitiera en la segunda semifinal entre la primera y décima posición.
Respecto a Andorra, el director de la Radio y Televisión de Andorra, Jordi Marticella, confirmó que la cadena no participaría en 2011 debido a dificultades económicas y que dicha decisión era, de momento, indefinida. Liechtenstein intentó participar por primera vez, después de que la única televisora del principado 1 FLTV enviara una solicitud para ingresar a la Unión Europea de Radiodifusión, pero ésta fue rechazada por la 65° Asamblea General de la UER, celebrada en Ginebra (Suiza). Liechtenstein ya había intentado participar con anterioridad en 1976, pero le fue imposible hacerlo al no poseer un ente de radiodifusión nacional. La posibilidad del regreso de Montenegro fue bastante fuerte, especialmente después de que el jefe de delegación de la RTCG inscribió al país en la lista provisional de participantes, pero días antes del plazo final, el canal renunció a la participación después de que no lograra encontrar suficientes fondos para sostener una candidatura.
Tal como años anteriores, cinco países accedieron directamente a la final, aunque en esta oportunidad el derecho de anfitrión no fue considerado. El grupo de finalistas directos, tradicionalmente conocido como Big 4 y compuesto por la anfitriona Alemania, Francia, España y Reino Unido, se amplió a Italia, tras su reincorporación al concurso. El país transalpino se clasificó así directamente, al ser uno de los que más dinero aporta a la Unión Europea de Radiodifusión.

### Canciones y selección
43 países participaron en esta edición del Festival de Eurovisión. Cuatro países, Austria, Hungría, Italia y San Marino volvieron al certamen. Esta es la lista oficial de los países participantes emitida por la UER:
| País y TV                 | Título original de la canción | Artista                       | Proceso y fecha de selección                       |
| País y TV                 | Traducción al español         | Idiomas                       | Proceso y fecha de selección                       |
| ------------------------- | ----------------------------- | ----------------------------- | -------------------------------------------------- |
| Albania RTSH              | "Feel the passion"            | Aurela Gaçe                   | Festivali I Këngës 49, 25-12-10                    |
| Albania RTSH              | Siente la pasión              | Inglés y albanés              | Festivali I Këngës 49, 25-12-10                    |
| Alemania NDR              | "Taken by a stranger"         | Lena                          | Unser Song für Deutschland, 18-02-11               |
| Alemania NDR              | Abordada por un extraño       | Inglés                        | Unser Song für Deutschland, 18-02-11               |
| Armenia ARMTV             | "Boom Boom"                   | Emmy Bejanyan                 | Final nacional, 05-03-11                           |
| Armenia ARMTV             | -                             | Inglés                        | Final nacional, 05-03-11                           |
| Austria ORF               | "The secret is love"          | Nadine Beiler                 | Düsseldorf Wir Kommen, 25-02-11                    |
| Austria ORF               | El secreto es el amor         | Inglés                        | Düsseldorf Wir Kommen, 25-02-11                    |
| Azerbaiyán Ictimai        | "Running Scared"              | Ell & Nikki                   | Final nacional, 11-02-11                           |
| Azerbaiyán Ictimai        | Corriendo asustado            | Inglés                        | Final nacional, 11-02-11                           |
| Bélgica RTBF              | With love baby                | Witloof Bay                   | Eurovision 2011: Qui? A vous de choisir!, 12-02-11 |
| Bélgica RTBF              | Con amor, cariño              | Inglés                        | Eurovision 2011: Qui? A vous de choisir!, 12-02-11 |
| Bielorrusia BTRC          | "I love Belarus"              | Anastasia Vinnikova           | Elección interna, 28-02-11                         |
| Bielorrusia BTRC          | Amo Bielorrusia               | Inglés                        | Elección interna, 28-02-11                         |
| Bosnia y Herzegovina BHRT | "Love in rewind"              | Dino Merlin                   | Elección interna, 20-02-11                         |
| Bosnia y Herzegovina BHRT | Amor en retroceso             | Inglés                        | Elección interna, 20-02-11                         |
| Bulgaria BNT              | "Na inat"                     | Poli Genova                   | Final nacional, 23-02-11                           |
| Bulgaria BNT              | Por capricho                  | Búlgaro                       | Final nacional, 23-02-11                           |
| Chipre CyBC               | "San aggelos s'agapisa"       | Christos Mylordos             | Performance, 10-09-10                              |
| Chipre CyBC               | Te quise como un ángel        | Griego                        | Performance, 10-09-10                              |
| Croacia HRT               | "Celebrate"                   | Daria Kinzering               | DORA - Let's go to Eurovision, 05-03-11            |
| Croacia HRT               | Celebrar                      | Inglés                        | DORA - Let's go to Eurovision, 05-03-11            |
| Dinamarca DR              | "New tomorrow"                | A Friend in London            | Dansk Melodi Grand Prix, 26-02-11                  |
| Dinamarca DR              | Un nuevo mañana               | Inglés                        | Dansk Melodi Grand Prix, 26-02-11                  |
| Eslovaquia RTVS           | "I'm still alive"             | TWiiNS                        | Elección interna, 18-02-11                         |
| Eslovaquia RTVS           | Sigo viva                     | Inglés                        | Elección interna, 18-02-11                         |
| Eslovenia RTVSLO          | "No one"                      | Maja Keuc                     | EMA, 27-02-11                                      |
| Eslovenia RTVSLO          | Nadie                         | Inglés                        | EMA, 27-02-11                                      |
| España TVE                | "Que me quiten lo bailao"     | Lucía Pérez                   | Destino Eurovisión 2011, 18-02-11                  |
| España TVE                | -                             | Español                       | Destino Eurovisión 2011, 18-02-11                  |
| Estonia ERR               | "Rockefeller Street"          | Getter Jaani                  | Eesti Laul, 26-02-11                               |
| Estonia ERR               | Calle Rockefeller             | Inglés                        | Eesti Laul, 26-02-11                               |
| Finlandia YLE             | "Da, da, dam"                 | Paradise Oskar                | Euroviisut, 12-02-11                               |
| Finlandia YLE             | -                             | Inglés                        | Euroviisut, 12-02-11                               |
| Francia France 3          | "Sognu"                       | Amaury Vassili                | Elección interna, 05-02-11                         |
| Francia France 3          | Sueño                         | Corso                         | Elección interna, 05-02-11                         |
| Georgia GPB               | "One more day"                | Eldrine                       | Final nacional, 19-02-11                           |
| Georgia GPB               | Un día más                    | Inglés                        | Final nacional, 19-02-11                           |
| Grecia ERT                | Watch my dance                | Lukas Yiorkas & "Stereo Mike" | Final Nacional, 02-03-11                           |
| Grecia ERT                | Mira mi baile                 | Inglés y griego               | Final Nacional, 02-03-11                           |
| Hungría MTV               | "What about my dreams?"       | Kati Wolf                     | Elección interna, 09-03-11                         |
| Hungría MTV               | ¿Y mis sueños, qué?           | Inglés y húngaro              | Elección interna, 09-03-11                         |
| Irlanda RTÉ               | "Lipstick"                    | Jedward                       | Eurosong, 11-02-11                                 |
| Irlanda RTÉ               | Pintalabios                   | Inglés                        | Eurosong, 11-02-11                                 |
| Islandia RÚV              | "Coming home"                 | Sigurjón's Friends            | Söngvakeppni Sjónvarpsins, 12-02-11                |
| Islandia RÚV              | Vuelta a casa                 | Inglés                        | Söngvakeppni Sjónvarpsins, 12-02-11                |
| Israel IBA                | "Ding Dong"                   | Dana International            | Kdam Eurovision, 08-03-11                          |
| Israel IBA                | -                             | Hebreo e inglés               | Kdam Eurovision, 08-03-11                          |
| Italia RAI                | "Madness of love"             | Raphael Gualazzi              | Festival de la Canción de San Remo 2011, 19-02-11  |
| Italia RAI                | Locura de amor                | Italiano e inglés             | Festival de la Canción de San Remo 2011, 19-02-11  |
| Letonia LTV               | "Angel in disguise"           | Musiqq                        | Eirodziesma, 26-02-11                              |
| Letonia LTV               | Ángel disfrazado              | Inglés                        | Eirodziesma, 26-02-11                              |
| Lituania LRT              | "C'est ma vie"                | Evelina Sašenko               | Final nacional, 24-02-11                           |
| Lituania LRT              | Es mi vida                    | Inglés y francés              | Final nacional, 24-02-11                           |
| Macedonia (ARY) MKRTV     | "Rusinka"                     | Vlatko Ilievski               | Skopje Fest, 27-02-11                              |
| Macedonia (ARY) MKRTV     | Rusa                          | Macedonio                     | Skopje Fest, 27-02-11                              |
| Malta PBS                 | "One life"                    | Glen Vella                    | Malta EuroSong, 12-02-11                           |
| Malta PBS                 | Una vida                      | Inglés                        | Malta EuroSong, 12-02-11                           |
| Moldavia TRM              | "So lucky"                    | Zdob şi Zdub                  | O melodie pentru Europa, 26-02-11                  |
| Moldavia TRM              | Tan afortunado                | Inglés                        | O melodie pentru Europa, 26-02-11                  |
| Noruega NRK               | "Haba Haba"                   | Stella Mwangi                 | Melodi Grand Prix, 12-02-11                        |
| Noruega NRK               | Poco a poco                   | Inglés y Suajili              | Melodi Grand Prix, 12-02-11                        |
| Países Bajos TROS         | "Never alone"                 | 3Js                           | Nationaal Songfestival, 30-01-11                   |
| Países Bajos TROS         | Nunca solo                    | Inglés                        | Nationaal Songfestival, 30-01-11                   |
| Polonia TVP               | "Jestem"                      | Magdalena Tul                 | Krajowe Eliminacje, 14-02-11                       |
| Polonia TVP               | Soy                           | Polaco                        | Krajowe Eliminacje, 14-02-11                       |
| Portugal RTP              | "A luta é alegria"            | Homens da Luta                | Festival RTP da Canção, 05-03-11                   |
| Portugal RTP              | La lucha es alegría           | Portugués                     | Festival RTP da Canção, 05-03-11                   |
| Reino Unido BBC           | "I can"                       | Blue                          | Elección interna, 29-01-11                         |
| Reino Unido BBC           | Puedo                         | Inglés                        | Elección interna, 29-01-11                         |
| Rumania TVR               | "Change"                      | Hotel FM                      | Selecţia Naţională, 31-12-10                       |
| Rumania TVR               | Cambiar                       | Inglés                        | Selecţia Naţională, 31-12-10                       |
| Rusia C1R                 | "Get you"                     | Alexey Vorobyov               | Elección interna, 12-03-11                         |
| Rusia C1R                 | Atraparte                     | Inglés y ruso                 | Elección interna, 12-03-11                         |
| San Marino SMRTV          | "Stand by"                    | Senit                         | Elección interna, enero de 2011                    |
| San Marino SMRTV          | En espera                     | Inglés                        | Elección interna, enero de 2011                    |
| Serbia RTS                | "Caroban"                     | Nina                          | Pesma za Evropu, 26-02-11                          |
| Serbia RTS                | Mágico                        | Serbio                        | Pesma za Evropu, 26-02-11                          |
| Suecia SVT                | "Popular"                     | Eric Saade                    | Melodifestivalen 2011, 12-03-11                    |
| Suecia SVT                | Popular                       | Inglés                        | Melodifestivalen 2011, 12-03-11                    |
| Suiza SRG SSR idée suisse | "In love for a while"         | Anna Rossinelli               | Die grosse Entschendiungs Show, 11-12-10           |
| Suiza SRG SSR idée suisse | Enamorada durante un rato     | Inglés                        | Die grosse Entschendiungs Show, 11-12-10           |
| Turquía TRT               | "Live it up"                  | Yüksek Sadakat                | Elección interna, 2011                             |
| Turquía TRT               | Vívelo a tope                 | Inglés                        | Elección interna, 2011                             |
| Ucrania NTU               | "Angel"                       | Mika Newton                   | Final nacional, 26-02-11                           |
| Ucrania NTU               | Ángel                         | Inglés                        | Final nacional, 26-02-11                           |

#### Artistas que regresan

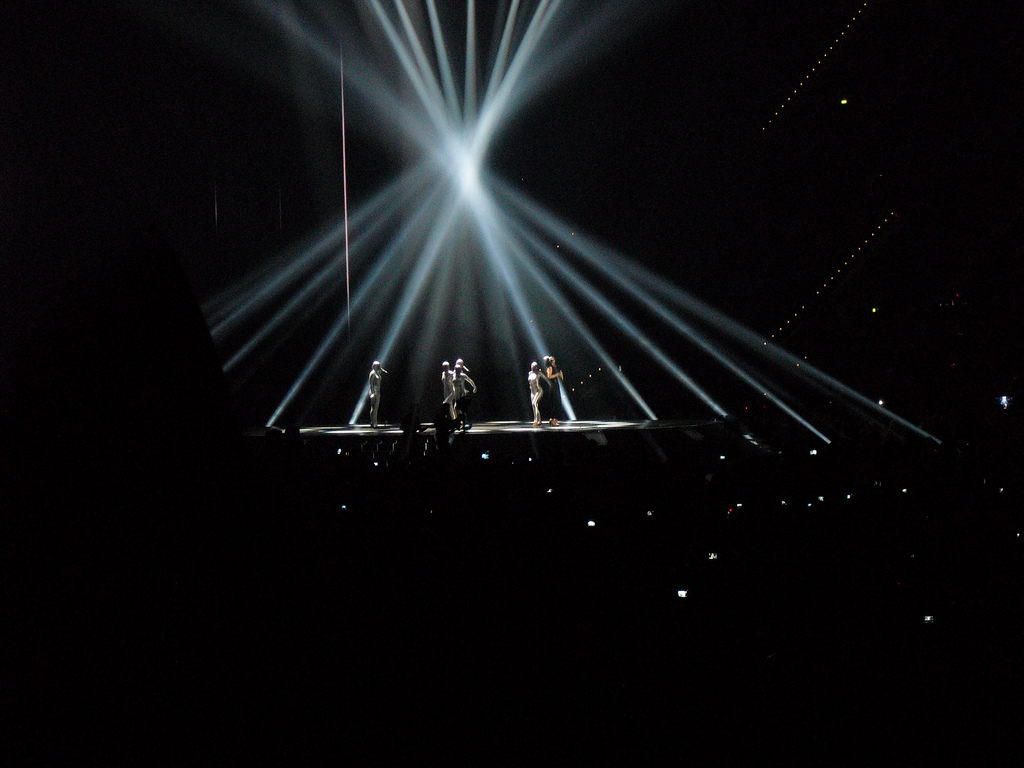
Lena durante su presentación en la Gran Final

- Lena Meyer-Landrut: Vuelve a representar a Alemania luego de haber ganado la edición anterior, convirtiéndose de esta manera en la tercera ganadora de la historia en volver a concursar por segundo año consecutivo.
- Sophio Toroshelidze: Hizo de corista para Sophia Nizharadze en la edición de 2010.
- Dana International: La reconocida cantante y ganadora del Festival de la Canción de Eurovisión 1998 regresa al certamen después de 13 años para representar nuevamente a Israel.
- Dino Merlin: Representó a su país en el 1999.
- Gunnar Ólason: Es uno de los miembros del grupo Sigurjón's Friends y participó en la edición 2001 como integrante de la banda Two Tricky.
- Zdob şi Zdub: El grupo folk moldavo representó a su país en la edición de 2005.
- TWiiNS: Formaron parte de los coros de Tereza Kerndlová en el 2008 por la República Checa.

#### Idiomas
De los 43 temas participantes, 28 fueron interpretados íntegramente en inglés, mientras que el resto en general lo hicieron en sus respectivos idiomas oficiales. Albania mezcló el inglés con algunas frases en albanés, Grecia mezcló el griego con el inglés, Hungría mezcló el inglés con el húngaro, Israel el inglés con el hebreo, Italia el italiano con el inglés, mientras que Lituania y Noruega mezclaron el inglés con el francés y el suajili respectivamente. Francia interpretó su tema íntegramente en corso, idioma que no se utilizaba en el certamen desde 1993.

### Sorteo de semifinales
Los seis bombos quedaron compuestos de la siguiente forma:
| Bombo 1                                                                                   | Bombo 2                                                         | Bombo 3                                                                    | Bombo 4                                                        | Bombo 5                                                     | Bombo 6                                                            |
| ----------------------------------------------------------------------------------------- | --------------------------------------------------------------- | -------------------------------------------------------------------------- | -------------------------------------------------------------- | ----------------------------------------------------------- | ------------------------------------------------------------------ |
| - Albania - Bosnia y Herzegovina - Croacia - Eslovenia - Macedonia (ARY) - Serbia - Suiza | - Dinamarca - Estonia - Finlandia - Islandia - Noruega - Suecia | - Azerbaiyán - Bielorrusia - Georgia - Israel - Moldavia - Rusia - Ucrania | - Armenia - Bélgica - Chipre - Grecia - Países Bajos - Turquía | - Irlanda - Letonia - Lituania - Malta - Portugal - Rumania | - Austria - Bulgaria - Eslovaquia - Hungría - Polonia - San Marino |

Tras el sorteo que se celebró el 17 de enero en Düsseldorf, ambas semifinales quedaron establecidas de la siguiente forma:
| 1.ª Semifinal 10 de mayo de 2011                                             | 1.ª Semifinal 10 de mayo de 2011                                              | 2.ª Semifinal 12 de mayo de 2011                                                            | 2.ª Semifinal 12 de mayo de 2011                                                                 |
| ---------------------------------------------------------------------------- | ----------------------------------------------------------------------------- | ------------------------------------------------------------------------------------------- | ------------------------------------------------------------------------------------------------ |
| Albania Finlandia Armenia Suiza Noruega Turquía Georgia Serbia Rusia Polonia | Croacia Azerbaiyán Hungría Lituania Malta San Marino Islandia Grecia Portugal | Países Bajos Bosnia y Herzegovina Ucrania Chipre Austria Suecia Moldavia Bélgica Eslovaquia | Israel* Macedonia (ARY) Bielorrusia Dinamarca Bulgaria Letonia Estonia Rumania Eslovenia Irlanda |
| Sólo votación: España Reino Unido                                            | Sólo votación: España Reino Unido                                             | Sólo votación: Alemania Francia Italia                                                      | Sólo votación: Alemania Francia Italia                                                           |

- Israel: Al celebrarse una fiesta religiosa el día de la 1.ª semifinal la UER negoció con Israel para que pueda participar haciendo que le de una plaza en la 2.ª semifinal sin hacer falta que se presente en el sorteo de semifinal.

### Cobertura
Artículo principal: Cadenas televisivas participantes en el Festival de la Canción de Eurovisión
Todas las televisoras asociadas a la UER y que envían un representante para una edición del festival son obligadas a transmitir en directo por lo menos la semifinal en que entran y la final (el Big 5 y los finalistas directos, obligatoriamente transmiten la final y una de las dos semifinales a sorteo). Sin embargo, todos los países pueden transmitir la semifinal en donde no participan, con la posibilidad de trasmitirla en diferido.
Gracias a internet, el certamen pudo observarse desde cualquier parte del mundo. Además, varias cadenas de televisión, tanto de países europeos que no participan del festival o que no pertenecen a la UER, trasmitieron el festival ya sea en directo o en diferido. También varias televisiones europeas emitieron el festival a través de sus señales internacionales, como TVE Internacional.
Además de los 43 países participantes otros 4 países retransmitieron el festival. Si bien Australia no es apta para participar, el concurso fue transmitido por la Special Broadcasting Service (SBS), tal como en años anteriores. Como sucede desde 2009, la retrasmision incluyó comentarios locales y segmentos presentados por Julia Zemiro y Sam Pang. La primera semifinal fue emitida el 13 de mayo de 2011, la segunda semifinal el 14 de mayo de 2011, y la final el 15 de mayo de 2011 a las 19:30 EST (09:30 UTC). En el caso de Nueva Zelanda, el concurso fue transmitido en Triangle TV, canal por satélite de STRATOS, que trasmitió las semifinales y la final con emisión en diferido. En Europa, pese a que no participan en este evento, los habitantes de Islas Feroe (Sjónvarp Føroya), y Kosovo (RTK) pudieron observar el concurso. En América, Groenlandia (KNR) transmitió tanto la segunda semifinal como la final del certamen utilizando para ello los comentarios de la Danmarks Radio. En Asia, Kazajistán (Yel Arna) transmitió el certamen en su totalidad.

## Festival

### Semifinales
La primera semifinal se realizó el 10 de mayo de 2011, y la segunda el 12 de mayo de 2011, en las que 19 candidaturas en cada gala intentaron llegar a la final, donde ya se encontraban, como es habitual desde la introducción de la semifinal en 2004, el anfitrión y el "Big 5" (Alemania, España, Francia, Italia y el Reino Unido). El 17 de enero de 2011, por sorteo, se definió a qué semifinal correspondía cada país.

### Semifinal 1
La primera semifinal del Festival de la Canción de Eurovisión 2011, se realizó el martes 10 de mayo. 19 países participaron en este evento, en busca de uno de los 10 boletos a la final que otorgaba la semifinal. Un total de 21 países tuvieron derecho a voto en este semifinal; los 19 participantes más España y Reino Unido, quienes ya se encontraban clasificados directamente a la final.
Los resultados que se publicaron después de terminarse la final dieron como ganador a Loucas Yiorkas & Stereo Mike, representantes de Grecia, con el tema Watch my dance, con 133 puntos, incluido 1 máxima puntuación (por parte de Portugal). El segundo lugar fue para el dúo azerí Ell/Nikki con 122 puntos, a pesar de recibir 12 puntos de 2 países. El tercer lugar fue para Finlandia y la canción Da, da, dam. El top 5 lo acompletaron Islandia y Lituania, la favorita del jurado.
En esta semifinal destacó la eliminación de Stella Mwangi, representante de Noruega, que a pesar de ser una de las favoritas para ganar, terminó por no convencer con su tema Haba Haba y clasificar antepenúltima con 30 puntos. También destacaron las primeras eliminaciones en semifinales de Turquía y Armenia.

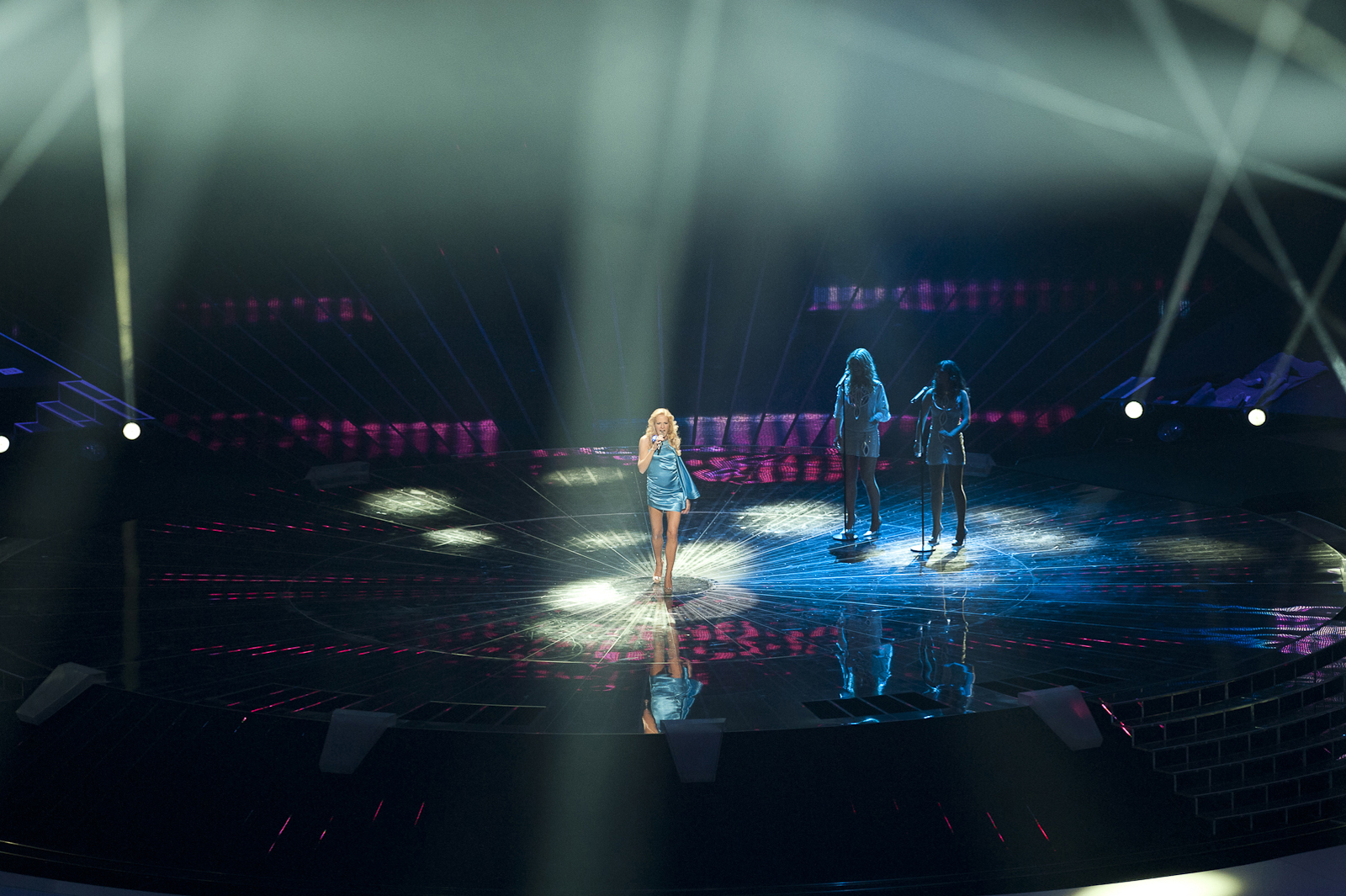
Kati Wolf y su canción "What about my dreams?"logran clasificar a Hungría a la Final.

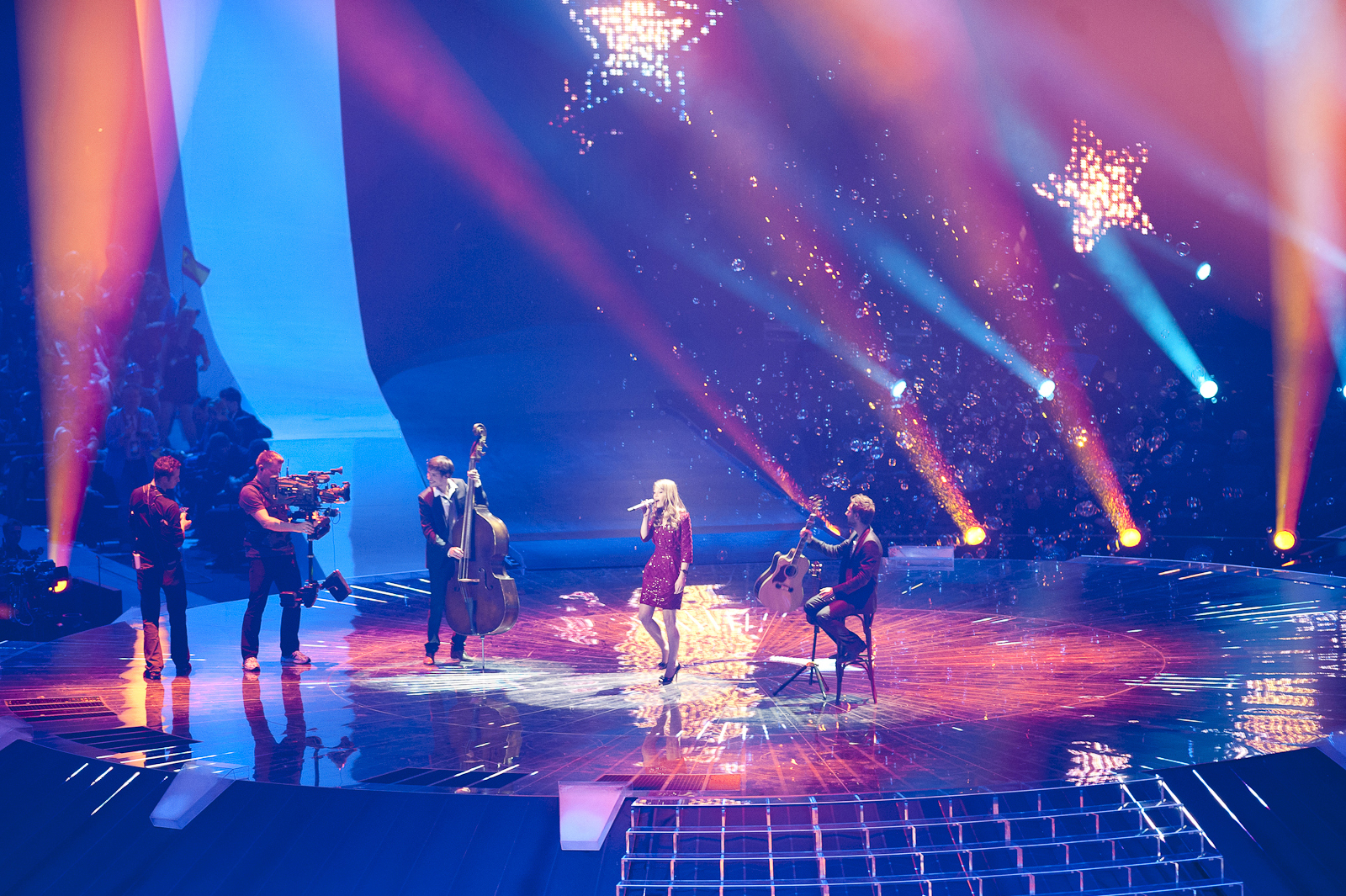
Anna Rossinelli logran clasificar a Suiza después de 5 años con la canción "In love for a while"

| N.º | País       | Intérprete(s)                  | Canción                 | Lugar | Pts. |
| --- | ---------- | ------------------------------ | ----------------------- | ----- | ---- |
| 1   | Polonia    | Magdalena Tul                  | «Jestem»                | 19    | 18   |
| 2   | Noruega    | Stella Mwangi                  | «Haba, haba»            | 17    | 30   |
| 3   | Albania    | Aurela Gaçe                    | «Feel the passion»      | 13    | 47   |
| 4   | Armenia    | Emmy Bejanyan                  | «Boom Boom»             | 12    | 54   |
| 5   | Turquía    | Yüksek Sadakat                 | «Live it up»            | 14    | 47   |
| 6   | Serbia     | Nina                           | «Čaroban»               | 8     | 67   |
| 7   | Rusia      | Alexey Vorobyov                | «Get you»               | 9     | 64   |
| 8   | Suiza      | Anna Rossinelli                | «In love for a while»   | 10    | 55   |
| 9   | Georgia    | Eldrine                        | «One more day»          | 6     | 74   |
| 10  | Finlandia  | Paradise Oskar                 | «Da, da, dam»           | 3     | 103  |
| 11  | Malta      | Glen Vella                     | «One life»              | 11    | 54   |
| 12  | San Marino | Senit                          | «Stand by»              | 16    | 34   |
| 13  | Croacia    | Daria Kinzer                   | «Celebrate»             | 15    | 41   |
| 14  | Islandia   | Sigurjón's Friends             | «Coming home»           | 4     | 100  |
| 15  | Hungría    | Kati Wolf                      | «What about my dreams?» | 7     | 72   |
| 16  | Portugal   | Homens da Luta                 | «A luta é alegria»      | 18    | 22   |
| 17  | Lituania   | Evelina Sašenko                | «C'est ma vie»          | 5     | 81   |
| 18  | Azerbaiyán | Ell & Nikki                    | «Running Scared»        | 2     | 122  |
| 19  | Grecia     | Loucas Yiorkas ft. Stereo Mike | «Watch my dance»        | 1     | 133  |

### Semifinal 2
La segunda semifinal de Eurovisión 2011 se realizó el jueves 12 de mayo, también con la participación de 19 países. Tuvieron derecho a voto estos 19 países más Alemania, Italia y Francia.
En esta semifinal ganó el tema Popular del sueco Eric Saade con 155 puntos, recibiendo 12 puntos de un total de 7 naciones. El segundo lugar fue para los representantes daneses A Friend in London, que con New Tomorrow alcanzaron 135 puntos y 4 máximas puntuaciones. El tercer lugar fue para Eslovenia, el cuarto para Rumania y el quinto para Bosnia y Herzegovina.
En esta semifinal destacó la eliminación de la israelí Dana International. Pese a haber ganado el Festival de la Canción de Eurovisión 1998 y ser una de las favoritas, obtuvo 38 puntos colocándose en el 15° lugar.

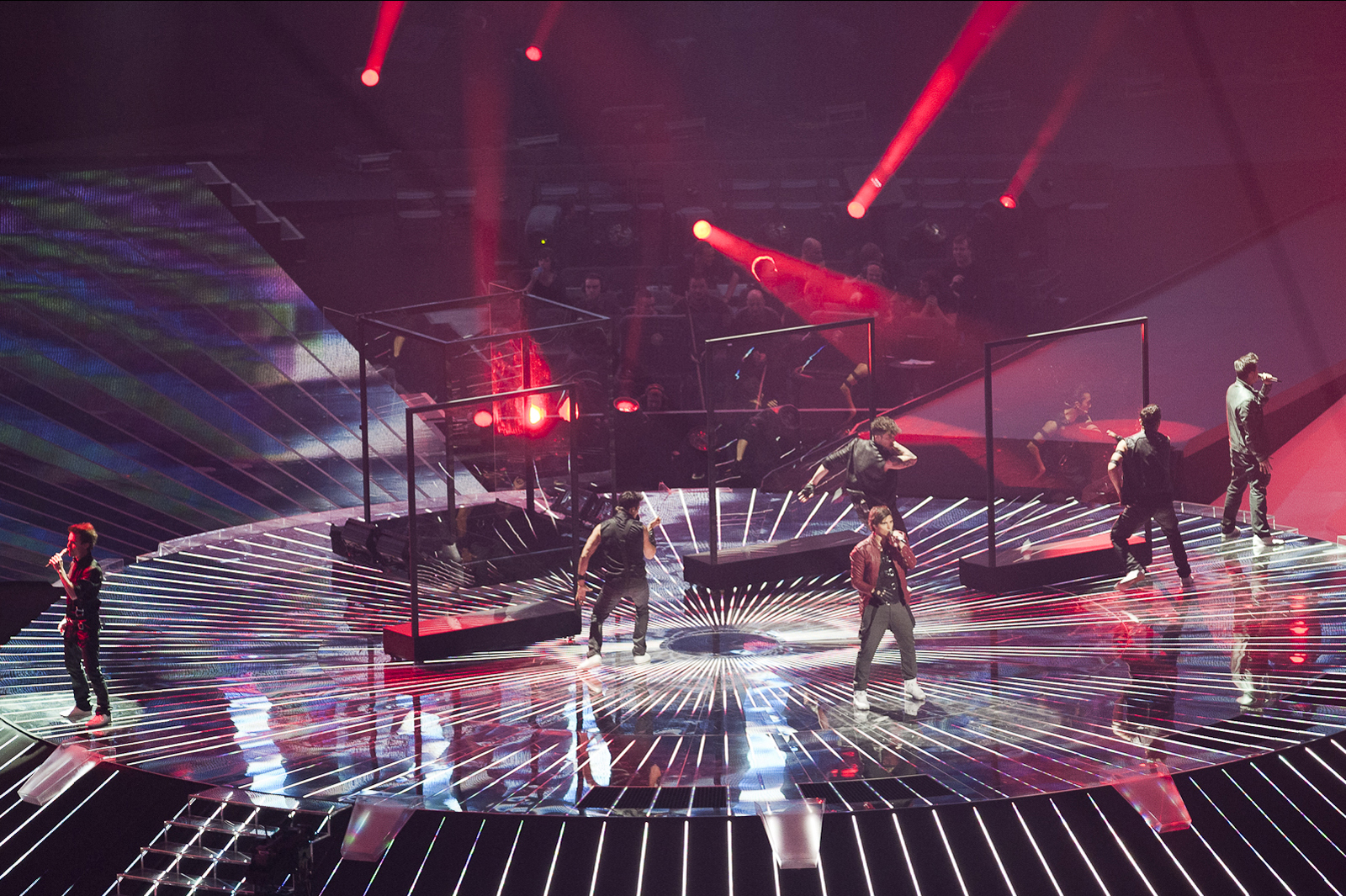
Eric Saade y su tema "Popular" lograron la primera victoria para Suecia en una semifinal con 155 puntos.

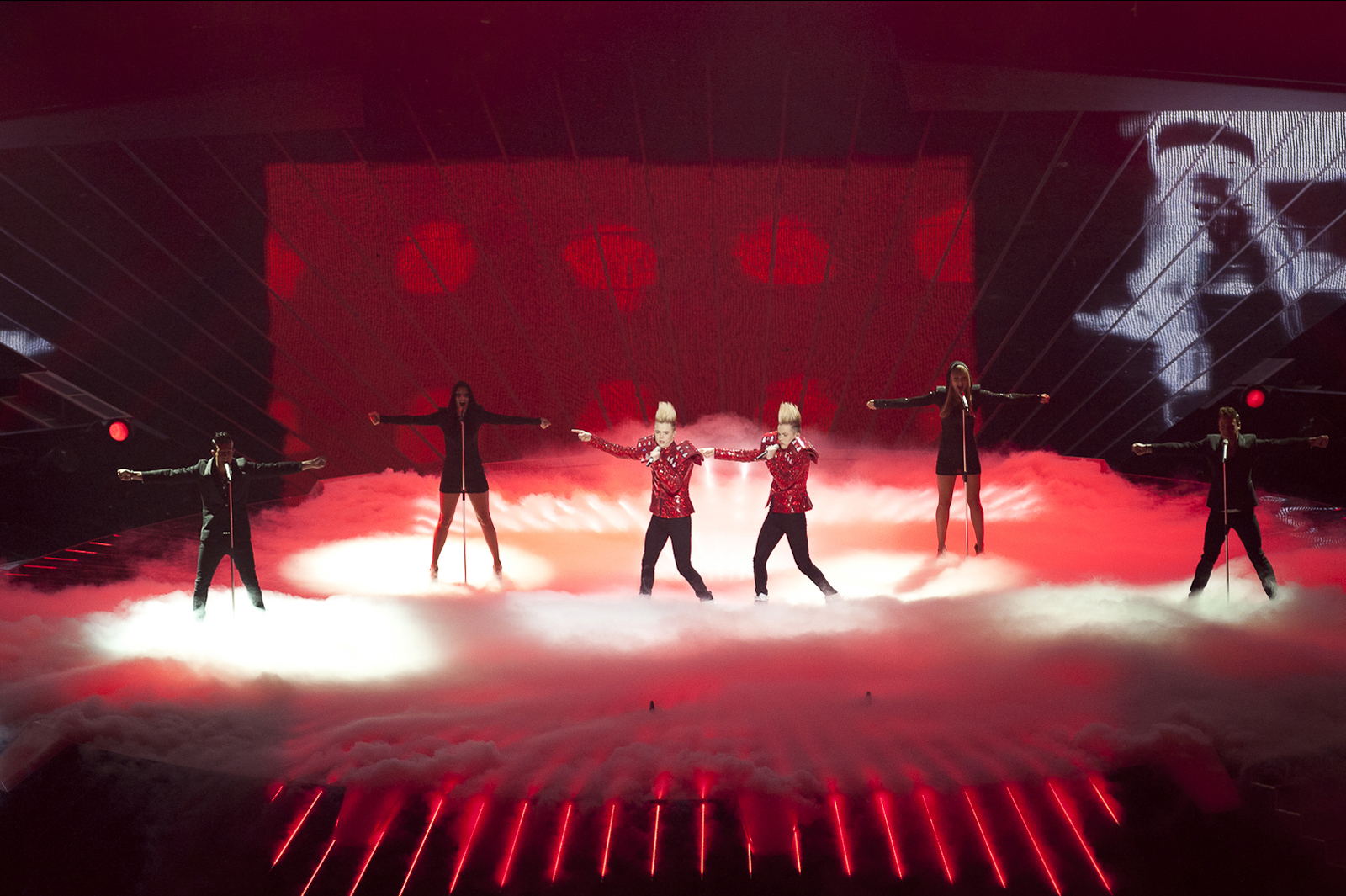
Los gemelos Jedward durante su presentación por Irlanda.

| N.º | País                 | Intérprete(s)       | Canción                 | Lugar | Pts. |
| --- | -------------------- | ------------------- | ----------------------- | ----- | ---- |
| 1   | Bosnia y Herzegovina | Dino Merlin         | «Love in rewind»        | 5     | 109  |
| 2   | Austria              | Nadine Beiler       | «The secret is love»    | 7     | 69   |
| 3   | Países Bajos         | 3Js                 | «Never alone»           | 19    | 13   |
| 4   | Bélgica              | Witloof Bay         | «With love baby»        | 11    | 53   |
| 5   | Eslovaquia           | TWiiNS              | «I am still alive»      | 12    | 48   |
| 6   | Ucrania              | Mika Newton         | «Angel»                 | 6     | 81   |
| 7   | Moldavia             | Zdob şi Zdub        | «So lucky»              | 10    | 54   |
| 8   | Suecia               | Eric Saade          | «Popular»               | 1     | 155  |
| 9   | Chipre               | Christos Mylordos   | «San aggelos s'agapisa» | 18    | 16   |
| 10  | Bulgaria             | Poli Genova         | «Na inat»               | 13    | 48   |
| 11  | Macedonia (ARY)      | Vlatko Ilievski     | «Rusinka»               | 16    | 36   |
| 12  | Israel               | Dana Internacional  | «Ding Dong»             | 15    | 38   |
| 13  | Eslovenia            | Maja Keuc           | «No one»                | 3     | 112  |
| 14  | Rumania              | Hotel FM            | «Change»                | 4     | 111  |
| 15  | Estonia              | Getter Jaani        | «Rockefeller Street»    | 9     | 60   |
| 16  | Bielorrusia          | Anastasia Vinnikova | «I Love Belarus»        | 14    | 45   |
| 17  | Letonia              | Musiqq              | «Angel in disguise»     | 17    | 25   |
| 18  | Dinamarca            | A Friend in London  | «New tomorrow»          | 2     | 135  |
| 19  | Irlanda              | Jedward             | «Lipstick»              | 8     | 68   |

### Final

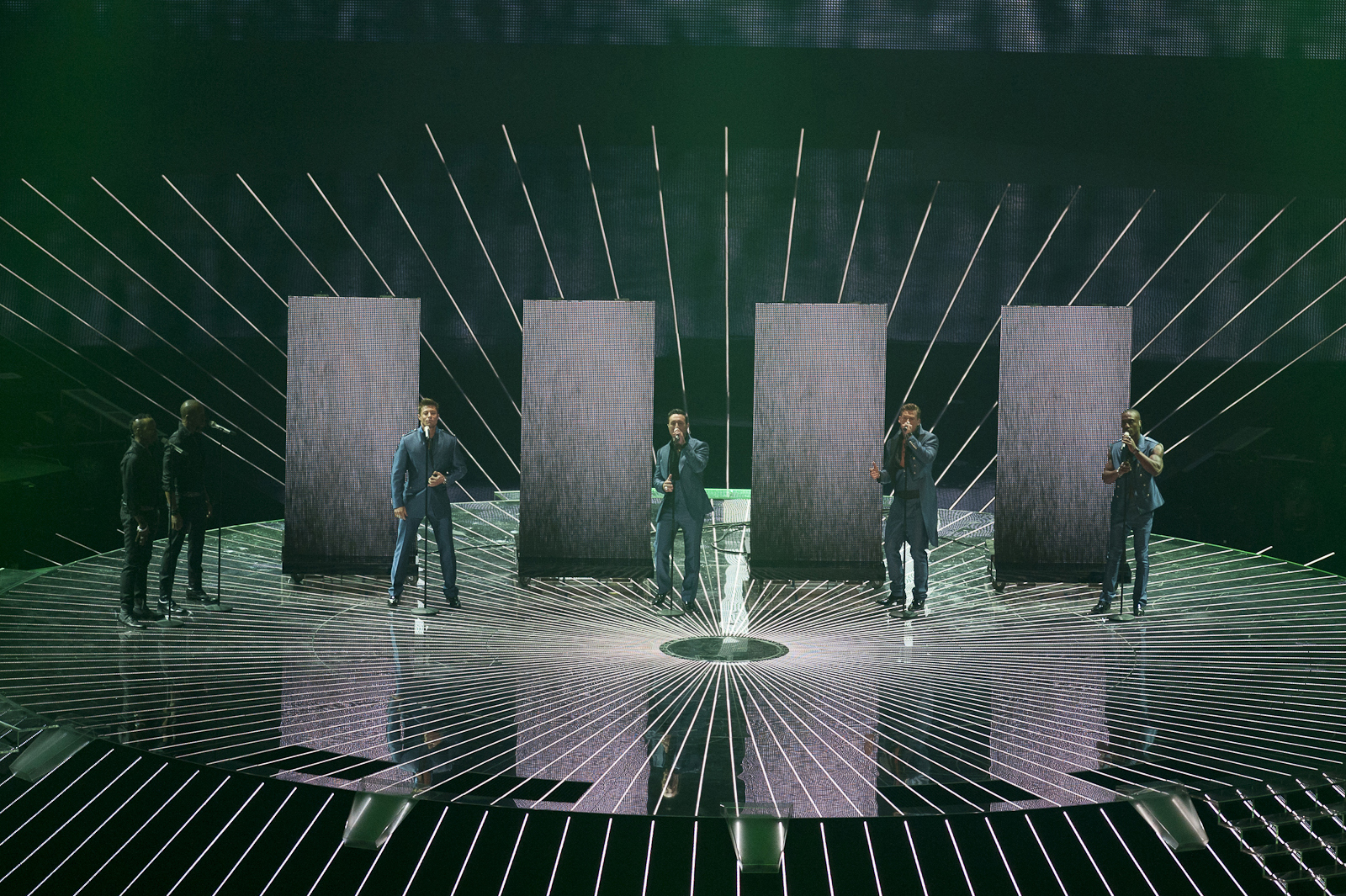
La famosa banda inglesa Blue lograron el 11° por Reino Unido con su canción "I can".

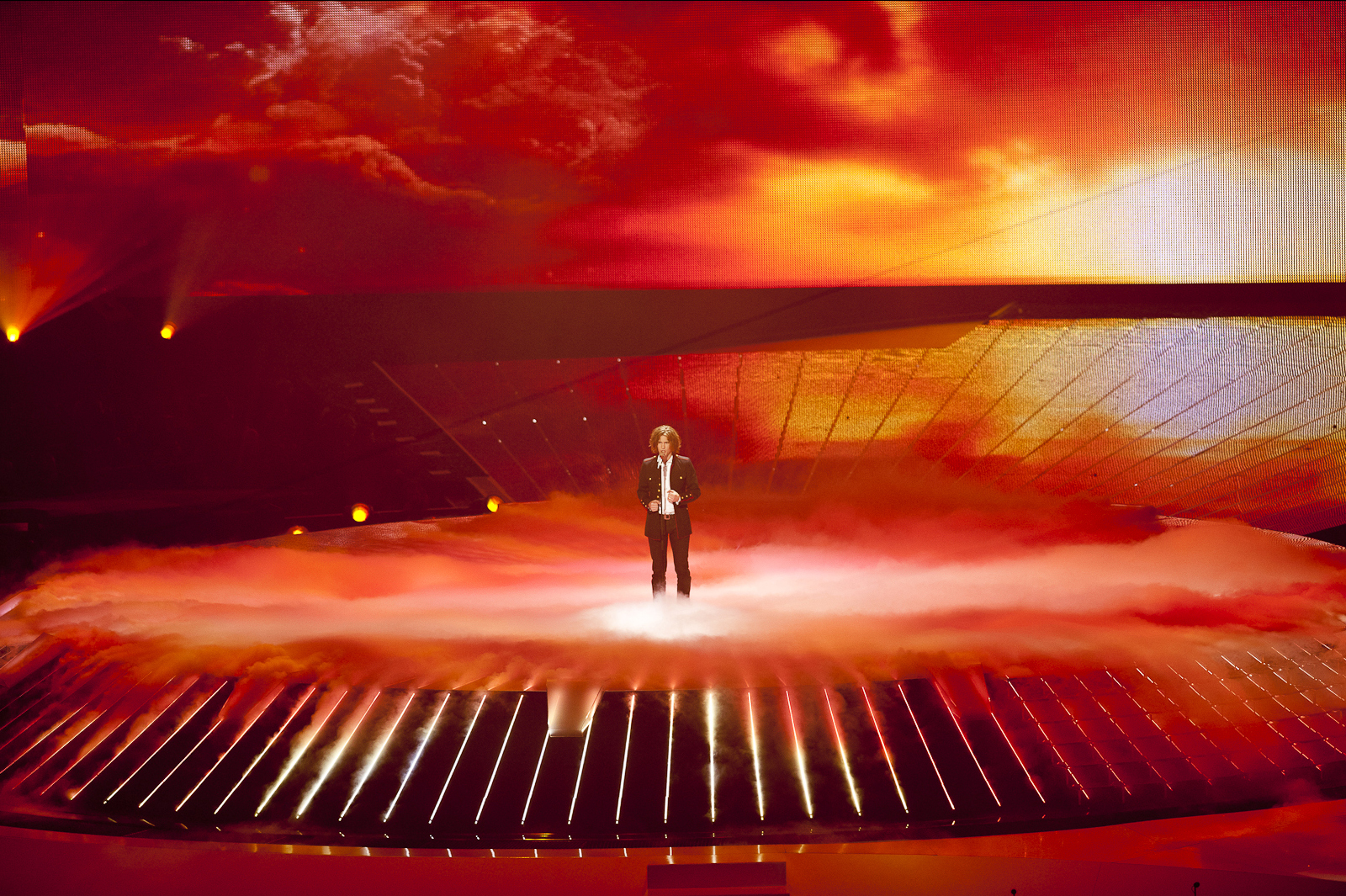
Amaury Vassili durante su presentación por Francia.

La final del Festival de Eurovisión 2011 se celebró el 14 de mayo de 2011 a las 21:00 CEST en el ESPRIT Arena, Düsseldorf, Renania del Norte-Westfalia, Alemania. Los miembros del "Big Five" están automáticamente clasificados en la final y de las dos semifinales, 20 países se clasificaron dando un total de 25 países que participaron en la final.
La presentación inicial fue protagonizada por el presentador Stefan Raab a quien después se le uniría Lena, la ganadora de la última edición de Eurovisión, quienes interpretaron una versión jazz del tema "Satellite". Después se dio paso a la presentación de los finalistas. El sistema de votación fue igual al de ambas semifinales, con los países entregando de 1 a 8, 10 y 12 puntos a los concursantes más votados por llamadas telefónicas o SMS. Tras la votación, un representante de cada país comenzó a mencionar los países que recibieron 8, 10 y 12 puntos, mientras se mostraba en pantalla los restantes votos.
Desde un principio, se dio una gran discrepancia al otorgarse los votos, provocando que las votaciones fueron las más cerradas desde 2005, no habiendo un claro participante que tomara la delantera. Terminando la primera mitad de votación, Suecia, Irlanda, Azerbaiyán y Grecia iban a la cabeza de la tabla. Los ganadores tuvieron que esperar hasta la segunda mitad para tomar la primera posición. Finalmente, Azerbaiyán lograría la victoria terminando la final con un total de 221 puntos, hasta ahora la puntuación más baja obtenida desde que se instalaron las semifinales (y aumentaron el número de países participantes y por lo tanto, votantes). El dúo Ell/Nikki con el tema "Running Scared" darían la sorpresa al no ser considerados en un principio como favoritos a la victoria, aunque en las semanas de ensayo y la realización del festival pudieron mejorar bastante su lugar en las apuestas. Este dúo lograría 3 puntuaciones máximas y solo 33 países (de los 43) lo votaron, siendo también la primera vez que gana un dúo vocal mixto.
Por su parte, Italia, que no participaba desde hacía 14 años, también sorprendió al quedar segunda con 189 puntos, aunque con 4 puntuaciones máximas. El tema jazz "Madness of love" de Raphael Gualazzi logró una remontada luego de que iniciara en los puestos bajos hasta escalar al subcampeonato. El tercer lugar fue para el sueco Eric Saade con el tema "Popular" con 185 puntos. El top 5 lo completaron Ucrania y Dinamarca.
| N.º | País                 | Intérprete(s)                  | Canción                   | Lugar | Pts. |
| --- | -------------------- | ------------------------------ | ------------------------- | ----- | ---- |
| 01  | Finlandia            | Paradise Oskar                 | «Da, da, dam»             | 21    | 57   |
| 02  | Bosnia y Herzegovina | Dino Merlin                    | «Love in rewind»          | 6     | 125  |
| 03  | Dinamarca            | A Friend in London             | «New tomorrow»            | 5     | 134  |
| 04  | Lituania             | Evelina Sašenko                | «C'est ma vie»            | 19    | 63   |
| 05  | Hungría              | Kati Wolf                      | «What about my dreams?»   | 22    | 53   |
| 06  | Irlanda              | Jedward                        | «Lipstick»                | 8     | 119  |
| 07  | Suecia               | Eric Saade                     | «Popular»                 | 3     | 185  |
| 08  | Estonia              | Getter Jaani                   | «Rockefeller Street»      | 24    | 44   |
| 09  | Grecia               | Loucas Yiorkas ft. Stereo Mike | «Watch my dance»          | 7     | 120  |
| 10  | Rusia                | Alexey Vorobyov                | «Get you»                 | 16    | 77   |
| 11  | Francia              | Amaury Vassili                 | «Sognu»                   | 15    | 82   |
| 12  | Italia               | Raphael Gualazzi               | «Madness of love»         | 2     | 189  |
| 13  | Suiza                | Anna Rossinelli                | «In love for a while»     | 25    | 19   |
| 14  | Reino Unido          | Blue                           | «I Can»                   | 11    | 100  |
| 15  | Moldavia             | Zdob şi Zdub                   | «So lucky»                | 12    | 97   |
| 16  | Alemania             | Lena                           | «Taken by a stranger»     | 10    | 107  |
| 17  | Rumanía              | Hotel FM                       | «Change»                  | 17    | 77   |
| 18  | Austria              | Nadine Beiler                  | «The secret is love»      | 18    | 64   |
| 19  | Azerbaiyán           | Ell & Nikki                    | «Running Scared»          | 1     | 221  |
| 20  | Eslovenia            | Maja Keuc                      | «No one»                  | 13    | 96   |
| 21  | Islandia             | Sigurjón's Friends             | «Coming home»             | 20    | 61   |
| 22  | España               | Lucía Pérez                    | «Que me quiten lo bailao» | 23    | 50   |
| 23  | Ucrania              | Mika Newton                    | «Angel»                   | 4     | 159  |
| 24  | Serbia               | Nina                           | «Čaroban»                 | 14    | 85   |
| 25  | Georgia              | Eldrine                        | «One more day»            | 9     | 110  |

Fuente: Festival de Eurovisión 2011 (www.eurovision-spain.com) Archivado el 17 de mayo de 2014 en Wayback Machine.

### Orden de votación
El 13 de mayo de 2011, el orden de votación fue elaborado por un programa informático sobre la base de las votaciones de los jurados nacionales (ya otorgados en el último ensayo) de modo que se mantuviese el interés hasta las últimas votaciones. Al igual que en las ediciones anteriores, cada presentador nacional anunció las tres puntuaciones más altas (8, 10 y 12 puntos), mientras en pantalla aparecieron automáticamente los puntos restantes (1, 2, 3, 4, 5, 6 y 7 puntos).
| Orden de votación | Orden de votación | Orden de votación | Orden de votación | Orden de votación |
| --- | --- | --- | --- | ----------------- |
| 1. Rusia 2. Bulgaria 3. Países Bajos 4. Italia 5. Chipre 6. Ucrania 7. Finlandia 8. Noruega 9. Armenia 10. Macedonia (ARY) 11. Islandia | 12. Eslovaquia 13. Reino Unido 14. Dinamarca 15. Austria 16. Polonia 17. Suecia 18. San Marino 19. Alemania 20. Azerbaiyán 21. Eslovenia 22. Turquía | 23. Suiza 24. Grecia 25. Georgia 26. Francia 27. Serbia 28. Croacia 29. Bielorrusia 30. Rumania 31. Albania 32. Malta 33. Portugal | 34. Hungría 35. Lituania 36. Bosnia y Herzegovina 37. Irlanda 38. España 39. Israel 40. Estonia 41. Moldavia 42. Bélgica 43. Letonia |                   |

### Tabla de votaciones: Final
| ......Participante..... | Pts. | Bandera de Finlandia | Bandera de Bosnia y Herzegovina | Bandera de Dinamarca | Bandera de Lituania | Bandera de Hungría | Bandera de Irlanda | Bandera de Suecia | Bandera de Estonia | Bandera de Grecia | Bandera de Rusia | Bandera de Francia | Bandera de Italia | Bandera de Suiza | Bandera del Reino Unido | Bandera de Moldavia | Bandera de Alemania | Bandera de Rumania | Bandera de Austria | Bandera de Azerbaiyán | Bandera de Eslovenia | Bandera de Islandia | Bandera de España | Bandera de Ucrania | Bandera de Serbia | Bandera de Georgia | Bandera de Polonia | Bandera de Noruega | Bandera de Albania | Bandera de Armenia | Bandera de Turquía | Bandera de Malta | Bandera de San Marino | Bandera de Croacia | Bandera de Portugal | Bandera de los Países Bajos | Bandera de Bélgica | Bandera de Eslovaquia | Bandera de Chipre | Bandera de Bulgaria | Bandera de Macedonia del Norte | Bandera de Israel | Bandera de Bielorrusia | Bandera de Letonia |
| ----------------------- | ---- | -------------------- | ------------------------------- | -------------------- | ------------------- | ------------------ | ------------------ | ----------------- | ------------------ | ----------------- | ---------------- | ------------------ | ----------------- | ---------------- | ----------------------- | ------------------- | ------------------- | ------------------ | ------------------ | --------------------- | -------------------- | ------------------- | ----------------- | ------------------ | ----------------- | ------------------ | ------------------ | ------------------ | ------------------ | ------------------ | ------------------ | ---------------- | --------------------- | ------------------ | ------------------- | --------------------------- | ------------------ | --------------------- | ----------------- | ------------------- | ------------------------------ | ----------------- | ---------------------- | ------------------ |
| Finlandia               | 57   |                      | 0                               | 5                    | 1                   | 0                  | 3                  | 7                 | 7                  | 0                 | 0                | 0                  | 0                 | 5                | 0                       | 0                   | 2                   | 0                  | 0                  | 0                     | 0                    | 10                  | 0                 | 0                  | 0                 | 0                  | 5                  | 12                 | 0                  | 0                  | 0                  | 0                | 0                     | 0                  | 0                   | 0                           | 0                  | 0                     | 0                 | 0                   | 0                              | 0                 | 0                      | 0                  |
| Bosnia y Herzegovina    | 125  | 0                    |                                 | 0                    | 0                   | 0                  | 0                  | 8                 | 0                  | 3                 | 0                | 5                  | 4                 | 12               | 0                       | 0                   | 7                   | 0                  | 12                 | 0                     | 12                   | 0                   | 0                 | 0                  | 12                | 0                  | 0                  | 4                  | 7                  | 0                  | 10                 | 0                | 0                     | 7                  | 0                   | 8                           | 0                  | 0                     | 0                 | 2                   | 12                             | 0                 | 0                      | 0                  |
| Dinamarca               | 134  | 0                    | 0                               |                      | 0                   | 0                  | 12                 | 10                | 10                 | 0                 | 0                | 7                  | 0                 | 0                | 5                       | 0                   | 6                   | 0                  | 0                  | 0                     | 8                    | 12                  | 0                 | 0                  | 0                 | 0                  | 3                  | 7                  | 0                  | 0                  | 0                  | 5                | 4                     | 0                  | 0                   | 12                          | 0                  | 6                     | 3                 | 7                   | 0                              | 10                | 1                      | 6                  |
| Lituania                | 63   | 0                    | 0                               | 0                    |                     | 0                  | 10                 | 0                 | 0                  | 0                 | 2                | 0                  | 0                 | 0                | 6                       | 0                   | 0                   | 1                  | 0                  | 0                     | 0                    | 0                   | 1                 | 0                  | 7                 | 12                 | 12                 | 3                  | 0                  | 0                  | 0                  | 0                | 0                     | 2                  | 0                   | 0                           | 0                  | 0                     | 0                 | 0                   | 0                              | 0                 | 0                      | 7                  |
| Hungría                 | 53   | 12                   | 0                               | 0                    | 0                   |                    | 0                  | 5                 | 0                  | 0                 | 0                | 2                  | 0                 | 0                | 0                       | 0                   | 0                   | 7                  | 2                  | 2                     | 0                    | 5                   | 6                 | 4                  | 8                 | 0                  | 0                  | 0                  | 0                  | 0                  | 0                  | 0                | 0                     | 0                  | 0                   | 0                           | 0                  | 0                     | 0                 | 0                   | 0                              | 0                 | 0                      | 0                  |
| Irlanda                 | 119  | 10                   | 2                               | 12                   | 0                   | 0                  |                    | 12                | 0                  | 0                 | 0                | 0                  | 0                 | 0                | 12                      | 0                   | 8                   | 0                  | 4                  | 0                     | 0                    | 4                   | 7                 | 0                  | 0                 | 0                  | 1                  | 0                  | 0                  | 0                  | 0                  | 8                | 0                     | 0                  | 6                   | 5                           | 7                  | 8                     | 0                 | 3                   | 0                              | 0                 | 0                      | 10                 |
| Suecia                  | 185  | 6                    | 5                               | 10                   | 0                   | 10                 | 4                  |                   | 12                 | 6                 | 1                | 10                 | 0                 | 0                | 3                       | 3                   | 0                   | 3                  | 0                  | 3                     | 4                    | 7                   | 5                 | 1                  | 1                 | 1                  | 0                  | 10                 | 0                  | 4                  | 4                  | 6                | 6                     | 4                  | 0                   | 10                          | 4                  | 10                    | 10                | 0                   | 6                              | 12                | 4                      | 0                  |
| Estonia                 | 44   | 7                    | 0                               | 2                    | 7                   | 0                  | 7                  | 0                 |                    | 0                 | 0                | 0                  | 0                 | 0                | 0                       | 6                   | 0                   | 0                  | 0                  | 0                     | 0                    | 0                   | 0                 | 2                  | 0                 | 0                  | 0                  | 2                  | 0                  | 0                  | 0                  | 0                | 0                     | 0                  | 0                   | 0                           | 2                  | 0                     | 0                 | 0                   | 0                              | 5                 | 0                      | 4                  |
| Grecia                  | 120  | 0                    | 0                               | 0                    | 0                   | 8                  | 0                  | 0                 | 0                  |                   | 8                | 0                  | 2                 | 2                | 0                       | 1                   | 10                  | 8                  | 0                  | 8                     | 0                    | 0                   | 0                 | 6                  | 3                 | 6                  | 0                  | 0                  | 10                 | 7                  | 0                  | 0                | 8                     | 0                  | 0                   | 0                           | 8                  | 0                     | 12                | 10                  | 3                              | 0                 | 0                      | 0                  |
| Rusia                   | 77   | 0                    | 0                               | 0                    | 6                   | 3                  | 0                  | 0                 | 5                  | 1                 |                  | 0                  | 0                 | 0                | 0                       | 5                   | 5                   | 0                  | 0                  | 4                     | 0                    | 1                   | 0                 | 8                  | 4                 | 4                  | 0                  | 0                  | 4                  | 8                  | 0                  | 0                | 0                     | 0                  | 0                   | 0                           | 0                  | 0                     | 2                 | 4                   | 0                              | 8                 | 5                      | 0                  |
| Francia                 | 82   | 4                    | 4                               | 0                    | 0                   | 0                  | 0                  | 0                 | 0                  | 12                | 3                |                    | 1                 | 0                | 0                       | 2                   | 0                   | 0                  | 0                  | 0                     | 0                    | 0                   | 10                | 5                  | 0                 | 2                  | 0                  | 0                  | 2                  | 5                  | 0                  | 1                | 3                     | 6                  | 2                   | 0                           | 12                 | 0                     | 7                 | 0                   | 0                              | 0                 | 0                      | 1                  |
| Italia                  | 189  | 3                    | 6                               | 0                    | 10                  | 4                  | 5                  | 0                 | 6                  | 10                | 0                | 8                  |                   | 4                | 7                       | 0                   | 3                   | 6                  | 6                  | 1                     | 3                    | 3                   | 12                | 0                  | 2                 | 7                  | 10                 | 0                  | 12                 | 6                  | 0                  | 10               | 12                    | 0                  | 10                  | 0                           | 6                  | 0                     | 1                 | 0                   | 1                              | 0                 | 3                      | 12                 |
| Suiza                   | 19   | 0                    | 0                               | 0                    | 0                   | 0                  | 0                  | 0                 | 0                  | 0                 | 0                | 0                  | 0                 |                  | 10                      | 0                   | 0                   | 0                  | 0                  | 0                     | 0                    | 0                   | 0                 | 0                  | 5                 | 0                  | 0                  | 0                  | 0                  | 0                  | 0                  | 0                | 0                     | 0                  | 0                   | 0                           | 0                  | 4                     | 0                 | 0                   | 0                              | 0                 | 0                      | 0                  |
| Reino Unido             | 100  | 0                    | 0                               | 3                    | 3                   | 0                  | 6                  | 0                 | 0                  | 2                 | 4                | 1                  | 10                | 0                |                         | 4                   | 0                   | 0                  | 0                  | 5                     | 1                    | 2                   | 0                 | 3                  | 0                 | 0                  | 0                  | 1                  | 6                  | 2                  | 6                  | 7                | 2                     | 0                  | 3                   | 0                           | 0                  | 0                     | 4                 | 12                  | 5                              | 1                 | 2                      | 5                  |
| Moldavia                | 97   | 0                    | 0                               | 0                    | 4                   | 0                  | 8                  | 0                 | 0                  | 0                 | 7                | 4                  | 8                 | 0                | 8                       |                     | 4                   | 12                 | 5                  | 7                     | 0                    | 0                   | 0                 | 7                  | 0                 | 5                  | 0                  | 0                  | 0                  | 0                  | 0                  | 0                | 0                     | 0                  | 5                   | 0                           | 1                  | 5                     | 0                 | 0                   | 0                              | 0                 | 7                      | 0                  |
| Alemania                | 107  | 0                    | 3                               | 8                    | 2                   | 0                  | 0                  | 6                 | 0                  | 4                 | 0                | 3                  | 6                 | 8                | 0                       | 0                   |                     | 0                  | 10                 | 0                     | 7                    | 6                   | 3                 | 0                  | 0                 | 0                  | 4                  | 5                  | 0                  | 0                  | 3                  | 0                | 0                     | 1                  | 0                   | 7                           | 5                  | 0                     | 0                 | 0                   | 0                              | 0                 | 8                      | 8                  |
| Rumania                 | 77   | 0                    | 0                               | 4                    | 0                   | 1                  | 1                  | 0                 | 1                  | 0                 | 0                | 0                  | 12                | 0                | 0                       | 12                  | 0                   |                    | 1                  | 6                     | 0                    | 0                   | 8                 | 0                  | 0                 | 0                  | 0                  | 0                  | 0                  | 0                  | 5                  | 0                | 0                     | 0                  | 0                   | 4                           | 10                 | 0                     | 0                 | 6                   | 0                              | 6                 | 0                      | 0                  |
| Austria                 | 64   | 1                    | 7                               | 1                    | 0                   | 2                  | 0                  | 4                 | 0                  | 0                 | 0                | 0                  | 0                 | 7                | 2                       | 0                   | 12                  | 0                  |                    | 0                     | 5                    | 0                   | 0                 | 0                  | 0                 | 3                  | 0                  | 0                  | 0                  | 3                  | 1                  | 2                | 0                     | 3                  | 0                   | 1                           | 0                  | 3                     | 0                 | 5                   | 2                              | 0                 | 0                      | 0                  |
| Azerbaiyán              | 221  | 5                    | 8                               | 0                    | 8                   | 7                  | 0                  | 3                 | 8                  | 5                 | 12               | 6                  | 0                 | 1                | 0                       | 10                  | 0                   | 10                 | 8                  |                       | 0                    | 8                   | 0                 | 10                 | 0                 | 8                  | 8                  | 0                  | 8                  | 0                  | 12                 | 12               | 10                    | 10                 | 8                   | 6                           | 3                  | 7                     | 8                 | 0                   | 0                              | 4                 | 6                      | 2                  |
| Eslovenia               | 96   | 0                    | 12                              | 7                    | 0                   | 6                  | 2                  | 0                 | 2                  | 0                 | 5                | 0                  | 0                 | 0                | 0                       | 0                   | 1                   | 4                  | 3                  | 0                     |                      | 0                   | 0                 | 0                  | 10                | 0                  | 0                  | 0                  | 0                  | 0                  | 2                  | 3                | 1                     | 12                 | 1                   | 2                           | 0                  | 1                     | 6                 | 0                   | 10                             | 3                 | 0                      | 3                  |
| Islandia                | 61   | 8                    | 1                               | 6                    | 0                   | 12                 | 0                  | 1                 | 0                  | 0                 | 0                | 0                  | 5                 | 10               | 4                       | 0                   | 0                   | 0                  | 0                  | 0                     | 0                    |                     | 2                 | 0                  | 0                 | 0                  | 0                  | 8                  | 0                  | 0                  | 0                  | 0                | 0                     | 0                  | 4                   | 0                           | 0                  | 0                     | 0                 | 0                   | 0                              | 0                 | 0                      | 0                  |
| España                  | 50   | 0                    | 0                               | 0                    | 0                   | 0                  | 0                  | 0                 | 4                  | 0                 | 0                | 12                 | 0                 | 3                | 1                       | 0                   | 0                   | 5                  | 0                  | 0                     | 2                    | 0                   |                   | 0                  | 0                 | 0                  | 0                  | 0                  | 5                  | 0                  | 0                  | 0                | 0                     | 0                  | 12                  | 0                           | 0                  | 2                     | 0                 | 0                   | 4                              | 0                 | 0                      | 0                  |
| Ucrania                 | 159  | 0                    | 0                               | 0                    | 0                   | 0                  | 0                  | 2                 | 0                  | 7                 | 10               | 0                  | 7                 | 0                | 0                       | 8                   | 0                   | 2                  | 0                  | 12                    | 6                    | 0                   | 0                 |                    | 6                 | 10                 | 2                  | 0                  | 3                  | 12                 | 7                  | 4                | 0                     | 5                  | 7                   | 0                           | 0                  | 12                    | 5                 | 8                   | 7                              | 7                 | 10                     | 0                  |
| Serbia                  | 85   | 2                    | 10                              | 0                    | 5                   | 0                  | 0                  | 0                 | 0                  | 0                 | 0                | 0                  | 3                 | 6                | 0                       | 0                   | 0                   | 0                  | 7                  | 0                     | 10                   | 0                   | 4                 | 0                  |                   | 0                  | 6                  | 6                  | 1                  | 1                  | 0                  | 0                | 5                     | 8                  | 0                   | 3                           | 0                  | 0                     | 0                 | 0                   | 8                              | 0                 | 0                      | 0                  |
| Georgia                 | 110  | 0                    | 0                               | 0                    | 12                  | 5                  | 0                  | 0                 | 3                  | 8                 | 6                | 0                  | 0                 | 0                | 0                       | 7                   | 0                   | 0                  | 0                  | 10                    | 0                    | 0                   | 0                 | 12                 | 0                 |                    | 7                  | 0                  | 0                  | 10                 | 8                  | 0                | 7                     | 0                  | 0                   | 0                           | 0                  | 0                     | 0                 | 1                   | 0                              | 2                 | 12                     | 0                  |

#### Máximas puntuaciones
Tras la votación los países que recibieron 12 puntos en la Final fueron:
| N. | A                    | De                                                 |
| -- | -------------------- | -------------------------------------------------- |
| 5  | Bosnia y Herzegovina | Austria, Eslovenia, Macedonia (ARY), Serbia, Suiza |
| 4  | Italia               | Albania, España, Letonia, San Marino               |
| 3  | Azerbaiyán           | Malta, Rusia, Turquía                              |
| 3  | Ucrania              | Armenia, Azerbaiyán, Eslovaquia                    |
| 3  | Dinamarca            | Islandia, Irlanda, Países Bajos                    |
| 3  | Irlanda              | Dinamarca, Suecia, Reino Unido                     |
| 3  | Georgia              | Bielorrusia, Lituania, Ucrania                     |
| 2  | Lituania             | Georgia, Polonia                                   |
| 2  | Suecia               | Estonia, Israel                                    |
| 2  | Francia              | Bélgica, Grecia                                    |
| 2  | España               | Portugal, Francia                                  |
| 2  | Eslovenia            | Bosnia y Herzegovina, Croacia                      |
| 2  | Rumania              | Italia, Moldavia                                   |
| 1  | Finlandia            | Noruega                                            |
| 1  | Hungría              | Finlandia                                          |
| 1  | Grecia               | Chipre                                             |
| 1  | Reino Unido          | Bulgaria                                           |
| 1  | Moldavia             | Rumanía                                            |
| 1  | Austria              | Alemania                                           |
| 1  | Islandia             | Hungría                                            |

#### Desglose del televoto y jurado
El 25 de mayo de 2011, la Unión Europea de Radiodifusión publicó los resultados tanto de los votos totales del público como del jurado.

### Semifinal 1
| Lugar | País       | Pts. |
| ----- | ---------- | ---- |
| 1     | Lituania   | 113  |
| 2     | Azerbaiyán | 109  |
| 3     | Islandia   | 104  |
| 4     | Serbia     | 102  |
| 5     | Finlandia  | 86   |
| 6     | Malta      | 84   |
| 7     | Suiza      | 76   |
| 8     | San Marino | 74   |
| 9     | Grecia     | 74   |
| 10    | Hungría    | 65   |
| 11    | Albania    | 61   |
| 12    | Turquía    | 58   |
| 13    | Georgia    | 51   |
| 14    | Croacia    | 49   |
| 15    | Armenia    | 33   |
| 16    | Rusia      | 31   |
| 17    | Noruega    | 29   |
| 18    | Polonia    | 13   |
| 19    | Portugal   | 6    |

| Lugar | País       | Pts. |
| ----- | ---------- | ---- |
| 1     | Grecia     | 154  |
| 2     | Azerbaiyán | 124  |
| 3     | Finlandia  | 111  |
| 4     | Rusia      | 93   |
| 5     | Georgia    | 90   |
| 6     | Islandia   | 79   |
| 7     | Armenia    | 75   |
| 8     | Hungría    | 73   |
| 9     | Noruega    | 56   |
| 10    | Turquía    | 54   |
| 11    | Lituania   | 52   |
| 12    | Suiza      | 45   |
| 13    | Albania    | 42   |
| 14    | Serbia     | 42   |
| 15    | Portugal   | 39   |
| 16    | Croacia    | 32   |
| 17    | Polonia    | 25   |
| 18    | Malta      | 24   |
| 19    | San Marino | 8    |